# Kupfer(II)-azid
Kupferazid ist das Kupfersalz der Stickstoffwasserstoffsäure. Es ist explosionsgefährlich und findet wegen der hohen Empfindlichkeit gegenüber Reibung und Druck keine Anwendung.

## Herstellung und  Modifikationen

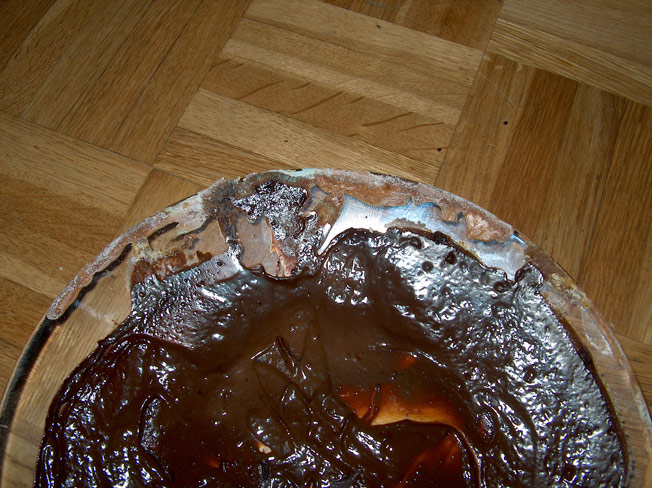
Kupferazid

Gemäß Urbanski sind vier Modifikationen bekannt: Die wasserfreie Verbindung ist braun mit rötlichem Schein. Die grüne Modifikation entsteht bei Einwirkung von Stickstoffwasserstoffsäure auf Kupfer(II)-hydroxid oder auf Kupfer(II)-oxid. Manchmal hat es eine eher graue Farbe. Erwärmung in Wasser führt zur Hydrolyse unter Entstehung basischen Kupferazids von gelber Farbe.

### Braun-gelbe Modifikation
Durch Reaktion von Kupfersulfat-Trihydrat mit Natriumazid oder Lithiumazid
{\displaystyle \mathrm {Cu(NO_{3})_{2}+2\ NaN_{3}\longrightarrow Cu(N_{3})_{2}+2\ NaNO_{3}} }
{\displaystyle \mathrm {Cu(NO_{3})_{2}+2\ LiN_{3}\longrightarrow Cu(N_{3})_{2}+2\ LiNO_{3}} }
oder durch Einwirkung einer verdünnten Stickstoffwasserstoffsäure auf metallisches Kupfer entsteht nach Theodor Curtius wasserfreies Kupfer(II)-azid in Form braun-gelber, in Wasser schwerlöslicher Kristalle.

### Grüne Modifikation
Es bildet sich durch Einwirkung von Stickstoffwasserstoffsäure auf Kupferhydroxid oder auf Kupfer(II)-oxid. Manchmal hat es eine mehr graue Farbe.

### Gelbe Modifikation
Erwärmen in Wasser (Wöhler und Krupko, 1913) führt zur Hydrolyse unter Entstehung basischen Kupferazids. Sehr lange Erwärmung verursacht nach Straumanis und Cirulis die vollkommene Hydrolyse, wobei Kupferoxid und freie Säuren frei werden.

## Stoffdaten
- Detonationsgeschwindigkeit: 5000–5500 m·s−1 [7]
- Verpuffungspunkt: 202–205 °C
- Verbrennungsenthalpie: 67,23 kcal·g−1
- Schlagempfindlichkeit: 2,66 kpm·cm−2
- Aktivierungsenergie: 26,5 kcal·mol−1

## Komplexsalze
Die Komplexsalze des Kupferazids sind ebenfalls explosiv. So ist das Salz Cu(NH3)4 (N3)2 bedeutend weniger schlagempfindlich (1 kg aus einer Höhe von 20 cm). Ausnahmsweise starke Initiiereigenschaften hat das komplexe Lithiumhexaazidocuprat(II) Li4[Cu(N3)6].

## Verwendung
Kupferazid gehört zu den Initialsprengstoffen. Die grüne Modifikation ist die empfindlichste. Sie explodiert oft bereits bei Berührung. Unter dem 2-kg-Fallhammer explodiert sie bei einer Fallhöhe von unter 1 cm. Die schwarze/braune Modifikation bei 1 cm und die gelbe mit einem 1-kg-Fallhammer von 7 bis 8 cm. Bemerkenswert ist die hohe Initiierfähigkeit für Nitropenta, wobei nur 0,4 mg Kupferazid ausreichen, um das Nitropenta zur Detonation zu bringen.
Kupferazid hat große Bedeutung für die Praxis, da es neben Kupfer(I)-azid bei längerer Einwirkung von Bleiazid auf Kupfer oder dessen Legierungen entstehen kann. Dies führte wegen in Munitionshülsen vorhandenen Kupfers historisch zu ungewollten Zündungen. Heute wird diese Gefahr durch die Verwendung von Aluminium in der Munitionsherstellung mit Bleiazid vermieden.
Schwermetallazide werden als Oxidationsmittel im Labor verwendet.
Kupferazid besitzt keine glatte Oberfläche, sondern bildet Rillen mit einer Breite von 5 nm (in 110-Richtung) aus. Diese Eigenschaft lässt sich nutzen, um Nanodrähte aus Eisen, Palladium oder Gold durch Bedampfung herzustellen.

## Sicherheitshinweise
Kupfer(II)-azid ist sehr empfindlich und explodiert schon bei geringem Druck oder Reibung. Da es sicherere Initialsprengstoffe gibt, sollte es weder hergestellt noch verwendet werden.